# Formation d'albédo

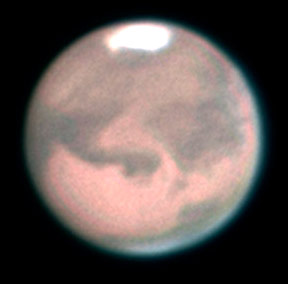
Mars au télescope.

En exogéologie, une formation d'albédo est une région généralement étendue à la surface d'un objet du Système solaire qui se distingue par un contraste marqué par rapport aux régions voisines. Ce sont les premières structures à avoir été identifiées, nommées et étudiées à la surface des astres vus depuis la Terre.
Les « mers » lunaires, par exemple, sont des formations d'albédo connues depuis la nuit des temps par les taches sombres qu'elles forment à la surface de la Lune. Les autres planètes voisines de la nôtre qui ont une surface apparente solide sont Mars et Mercure, observées à la lunette astronomique depuis le XVIIe siècle ; la plus ancienne formation d'albédo identifiée en dehors de la Lune est Syrtis Major, consigné par Christian Huygens sur un croquis de Mars réalisé en 1659. Les formations d'albédo identifiées par les sondes participant à l'exploration de l'espace sur les astres autres que Mars et Mercure sont généralement rangées, dans la nomenclature de l'UAI, parmi les regiones (pluriel de regio) ; c'est ainsi le cas sur Vénus et les satellites des planètes gazeuses. La résolution actuelle des images de Pluton et de Cérès obtenues par le télescope spatial Hubble ne permet de distinguer que des formations d'albédo à la surface de ces astres.
Les formations d'albédo ne sont pas nécessairement corrélées à des formations géologiques. Elles peuvent résulter de la juxtaposition de terrains différents présentant des albédos semblables, ou bien n'être que des arrangements particuliers — dessinant parfois des motifs géométriques — de surfaces de mêmes teintes, voire des formations nuageuses fixées par le relief, comme c'est le cas de Nix Olympica sur Mars.